# Матиас да Силва, Рикардо
Рика́рдо Мати́ас да Си́лва (порт.-браз. Ricardo Mathias da Silva; род. 25 июля 2006, Нова-Игуасу, Рио-де-Жанейро) — бразильский футболист, нападающий клуба «Интернасьонал».

## Клубная карьера
Матиас — воспитанник клуба «Интернасьонал». 

## Международная карьера
В 2023 году в составе юношеской сборной Бразилии Матиас стал победителем юношеского чемпионата Южной Америки в Эквадоре. На турнире он сыграл в матчах против сборных Уругвая, Парагвая, Аргентины и дважды Чили. В поединке против чилийцев Матиас забил гол.

## Достижения
Сборная Бразилии
- Чемпион юношеского чемпионата Южной Америки (до 17 лет): 2023
- Чемпион молодёжного чемпионата Южной Америки: 2025